# Mont-Saint-Aignan
Mont-Saint-Aignan este un oraș în Franța, în departamentul Seine-Maritime, în regiunea Normandia de Sus. Face parte din aglomerația orașului Rouen. Este înfrățit cu comuna Osica de Sus din județul Olt, România.
1. ↑  répertoire géographique des communes, accesat în 26 octombrie 2015
2. ↑  dataset of postal codes in France, 1 octombrie 2018